# 택시 (1998년 영화)
택시(Taxi)는 1998년 개봉한 프랑스의 영화이다. 이 영화의 시리즈로는 택시 2, 택시 3, 택시 4가 있다.

## 줄거리
주인공 다니엘은 오토바이 피자배달부였다. 하지만 피자배달부를 그만두고 택시기사일을 하게 된다 택시기사를 하면서 만난 첫손님이 에밀리앙의 엄마였다. 에밀리앙의 엄마는 다니엘을 아주 친절한 청년이라고 칭찬을 하였다. 그리고 며칠 후 다니엘과 에밀리앙이 첫 대면을 한다. 에밀리앙의 엄마가 면허가 없는 에밀리앙을 위해 택시기사 다니엘을 부른것이다. 에밀리앙은 극중 운전면허 도로주행 시험도중 우회전을 하지 못하고 직진을 하여 가게 상점으로 그대로 돌진하는 등 아주 엉뚱하고 유별난 캐릭터이다. 에밀리앙은 자신의 경찰의 신분을 속이고 컴퓨터 기술자라고 다니엘에게 자기소개를 한다. 다니엘은 마르세유 시내에서도 190km로 달리며 스피드를 매우 즐기는 캐릭터이다. 에밀리앙은 다니엘의 택시에 타게 되었는데 다니엘이 시내에서 과속을 하며 경찰을 조롱하자 다니엘과 언쟁을 하게 된다. 그렇게 두 사람은 계속 말싸움을 하다가 목적지에서 차가 멈추고 에밀리앙은 도시락 반찬통에 구토를 한다. 에밀리앙은 사실 자신의 신분은 컴퓨터 기술자가 아니라 경찰이라고 말하고 다니엘은 깜짝 놀란다. 그리고 에밀리앙은 다니엘을 경찰서로 대려간 뒤 조사를 한다. 에밀리앙은 다니엘의 운전면허증을 뺏겠다고 하였다. 하지만 다니엘은 운전면허증이 없느니 차라리 죽는게 났다고 하였다. 그러다가 에밀리앙은 다니엘에게 하나의 제안을 한다. 에밀리앙은 독일에서 온 벤츠 갱단을 체포해야 하는 중대한 사건이 있는데 다니엘에게 자신의 운전기사겸 조수로 자신을 도와주면 운전면허증을 빼앗지 않겠다고 하였다. 다니엘은 어쩔수 없이 에밀리앙의 제안을 수락했고 힘을 합한 두 사람의 독일 벤츠 갱단을 체포하기 위한 활약이 시작된다.

## 출연
- 사미 나세리 - 다니엘
- 프레데리크 디팡탈 - 에밀리앙
- 마리옹 코티야르 - 릴리
- 엠마 비클룬드 - 페트라
- 베르나르 파시 - 질베르 경찰서장

## MBC 성우진
- 김승준 - 다니엘(사미 나세리)
- 김영선 - 에밀리앙(프레데리크 디팡탈)
- 정미숙 - 릴리(마리옹 코티야르)
- 강희선 - 페트라(엠마 비클룬드)
- 김은영 - 에밀리앙 어머니
- 박지훈 - 경찰서장(베르나르 파시)
- 김태훈
- 안장혁
- 배주영
- 이철용
- 최석필
- 김호성
- 엄태국
- 송준석
- 이상범
- 김용준